# Maximilien Michaux
Maximilien Remi Marie Michaux (Avennes, 18 augustus 1808 - Leuven, 10 april 1890) was een Belgisch senator en hoogleraar.

## Levensloop
Michaux was een zoon van de landbouwer François Michaux en van Marie-José Bauwens. Hij trouwde met zijn nicht Ernestine Gosin (1831-1907) en ze hadden twee dochters. De jongste, Caroline Michaux (1863-1934), trouwde met volksvertegenwoordiger Arthur vander Linden.
Hij promoveerde tot doctor in de geneeskunde (1832) aan de Rijksuniversiteit Leuven en tot doctor in de chirurgie (1837) aan de universiteit van Heidelberg.
Hij werd in 1835 hoogleraar chirurgie aan de Katholieke Universiteit Leuven en bleef dit tot aan zijn dood. Hij was driemaal decaan van de faculteit geneeskunde en lid van de rectorale raad. Hij werd lid (1841) en voorzitter (1882) van de Koninklijke Academie voor Geneeskunde van België.
In 1880 werd hij katholiek senator voor het arrondissement Leuven in opvolging van de overleden Auguste d'Overschie de Neeryssche en vervulde dit mandaat tot in 1888.
In 1886 werd hij opgenomen in de Belgische erfelijke adel, met de persoonlijke titel van baron.